# Friedrich August (Württemberg-Neuenstadt)

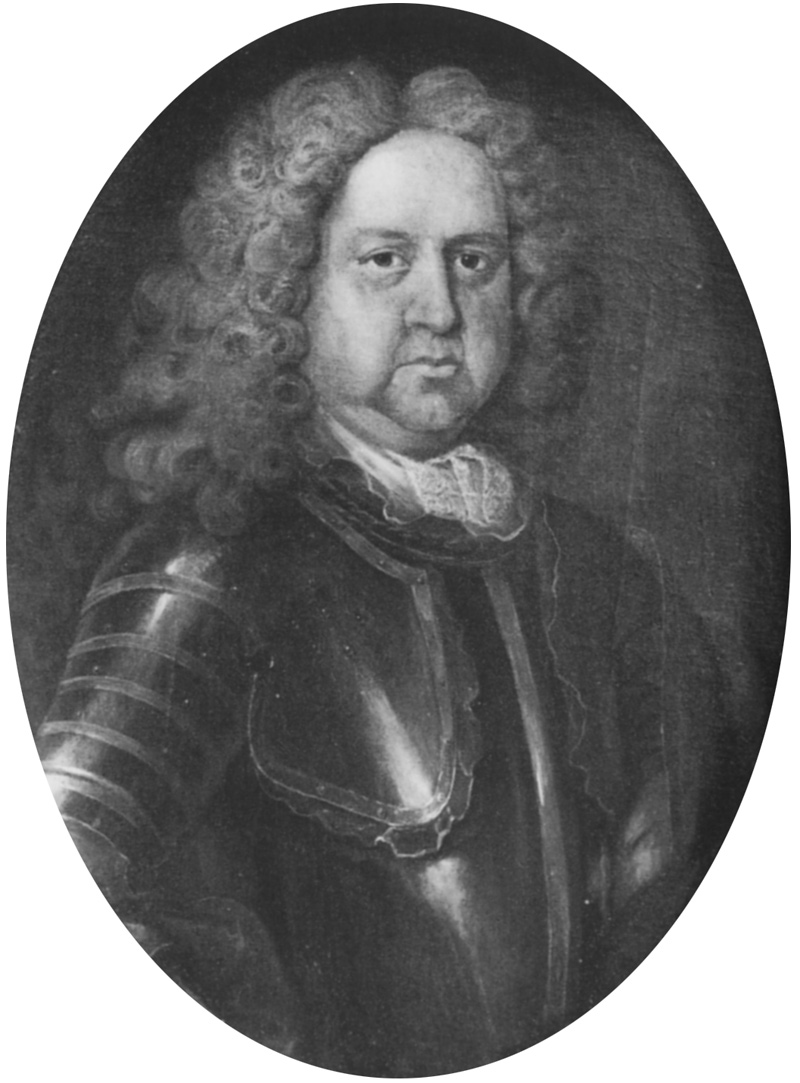
Friedrich August

Friedrich August (* 17. März 1654 in Neuenstadt am Kocher; † 6. August 1716 in Gochsheim) war Herzog von Württemberg und zweiter in der Seitenlinie Württemberg-Neuenstadt.

## Leben
Friedrich August war das erste Kind von Friedrich, der 1649 die Seitenlinie Württemberg-Neuenstadt begründet hatte, und seiner Frau Clara Augusta von Braunschweig. Die Mitglieder dieser Linie waren im Besitz der württembergischen Ämter Neuenstadt, Möckmühl und Teilen von Weinsberg und führten den Titel eines Herzogs, besaßen aber keine landeshoheitlichen Rechte; diese waren bei der Hauptlinie verblieben.
Als 1674 das Reich in den Französisch-Niederländischen Krieg verwickelt wurde, trat Friedrich August als Rittmeister in ein braunschweig-lüneburgisches Regiment ein und nahm an mehreren Kämpfen teil. In der Schlacht an der Konzer Brücke bei Trier wurde dreimal das Pferd unter ihm getötet. Noch vor Abschluss des Kriegs rief ihn sein Vater nach Hause zurück, um ihn als Nachfolger der Linie nicht weiter Gefahren auszusetzen.
Am 9. Februar 1679 heiratete Friedrich August Gräfin Albertine Sophie Esther (* 20. Mai 1661, † 24. Mai 1728), die letzte Angehörige des Geschlechts der Grafen von Eberstein. Diese brachte Besitztümer im Kraichgau wie Gochsheim und Waldangelloch sowie einige Güter an der Grenze zu Lothringen in die Ehe ein. Das Ehepaar ließ das Schloss Gochsheim renovieren und lebte ab 1682 dort.
Ebenfalls 1682, nach dem Tod seines Vaters, übernahm Friedrich August die Regierungsgeschäfte. 1689 überschritten die französischen Truppen im Pfälzischen Erbfolgekrieg den Rhein; daraufhin zog sich Friedrich August ins weiter entfernte Neuenstadt zurück. In seiner Abwesenheit wurden Stadt und Schloss Gochsheim von den Franzosen fast vollständig niedergebrannt. Erst nach dem Frieden von Rijswijk 1697 konnte der Wiederaufbau in Angriff genommen werden. Zu diesem Zweck ließ Friedrich August 220 Waldenser und Hugenotten ins Land, die er in einer planmäßig neu angelegten Siedlung namens „Augustistadt“ nördlich von Gochsheim ansiedeln ließ. Wegen zahlreicher Schwierigkeiten war dem Vorhaben jedoch nur mäßiger Erfolg beschieden, die meisten Siedler zogen nach kurzer Zeit weiter. Dennoch konnte das Schloss 1700 wieder bezogen werden. Obwohl Friedrich August in Gochsheim residierte, ließ er 1701 die Familiengruft in der Neuenstadter Nikolauskirche erweitern, wo zu diesem Zeitpunkt bereits seine Eltern, mehrere seiner Geschwister und mehrere seiner Kinder beigesetzt waren.
Herzog Friedrich August starb am 6. August 1716 in Gochsheim an der Ruhr. Seine Grablege befindet sich in der Martinskirche in Gochsheim, neben der seiner Frau, die 1728 starb. Anschließend wurde Gochsheim als erledigtes Lehen von der Hauptlinie eingezogen. Weil das Paar keine überlebenden männlichen Nachkommen hatte, wurde Friedrich Augusts Bruder, Carl Rudolf, Nachfolger in der Linie Württemberg-Neuenstadt.

## Familie
Friedrich August hatte mit seiner Frau 14 Kinder, von denen aber nur drei Töchter überhaupt das erste Lebensjahr überstanden; allein vier Kinder starben noch am Tag ihrer Geburt. Der Herzog ließ die Kinder von Ärzten sezieren, um der Ursache auf den Grund zu kommen, aber ohne Erfolg. Heute nimmt man an, dass Unsauberkeit, verdorbene Milch und Fehler bei der Geburtshilfe verantwortlich waren.
1. Friedrich Kasimir (* 7. Oktober 1680; † 9. Oktober 1680)
2. Ludwig Friedrich (* 1. November 1681; † 9. November 1681)
3. eine Tochter (*/† 9. März 1683)
4. Friedrich Samuel (* 11. Mai 1684; † 23. Mai 1684)
5. eine Tochter (*/† 3. Juli 1685)
6. August Friedrich (* 4. April 1687; † 21. Juli 1687)
7. Carl (* 26. Dezember 1688; † 19. März 1689)
8. Adam (* 30. Mai 1690; † 3. Juli 1690)
9. Auguste Sofie (24. September 1691; † 1. März 1743), heiratete 1709 Friedrich Eberhard von Hohenlohe-Kirchberg, die Ehe blieb kinderlos
10. Eleonore Wilhelmine Charlotte (* 24. Januar 1694; † 11. August 1751), blieb unverheiratet und kinderlos
11. eine Tochter (*/† 21. November 1695)
12. ein Sohn (*/† 29. August 1697)
13. Friederike (* 27. Juli 1699; † 8. Mai 1781), blieb unverheiratet und kinderlos
14. Friedrich (* 6. Juli 1701; † 21. Oktober 1701)

Von den 14 Nachkommen sind acht in der Gruft der Neuenstadter Nikolauskirche beigesetzt, darunter die jüngste und alle anderen Geschwister überlebende Tochter Friederike, nach deren Beisetzung die Familiengruft 1781 verschlossen wurde.